# Еміліано Масса
Еміліано Масса (ісп. Emiliano Massa; нар. 5 грудня 1988) — колишній аргентинський тенісист.
Найвищу одиночну позицію світового рейтингу — 845 місце досяг 3 жовтня 2005, парну — 763 місце — 6 березня 2006 року.

## Юніорські фінали турнірів Великого шолома

### Парний розряд: 2 (2 перемоги)
| Результат | Рік  | Турнір                               | Покриття | Партнер       | Суперник                    | Рахунок       |
| --------- | ---- | ------------------------------------ | -------- | ------------- | --------------------------- | ------------- |
| Перемога  | 2005 | Відкритий чемпіонат Франції з тенісу | Ґрунт    | Леонардо Маєр | Сергій Бубка Жеремі Шарді   | 2–6, 6–3, 6–4 |
| Перемога  | 2006 | Відкритий чемпіонат Франції з тенісу | Ґрунт    | Нішікорі Кеі  | Артур Чернов Валерій Руднєв | 2–6, 6–1, 6–2 |

## Фінали ATP Челленджер і ITF Ф'ючерс

### Парний розряд: 2 (2–0)
| Легенда (одиночний розряд) |
| -------------------------- |
| Тур ATP Челленджер (0–0)   |
| Тур ITF Ф'ючерс (2–0)      |

| Титули за покриттям |
| ------------------- |
| Тверде (0–0)        |
| Ґрунт (2–0)         |
| Трава (0–0)         |
| Килим (0–0)         |

| Результат | В-П | Дата     | Турнір                      | Рівень  | Покриття | Партнер       | Суперники                       | Рахунок       |
| --------- | --- | -------- | --------------------------- | ------- | -------- | ------------- | ------------------------------- | ------------- |
| Перемога  | 1–0 | Сер 2005 | Аргентина F6, Буенос-Айрес  | Ф'ючерс | Ґрунт    | Леонардо Маєр | Дієґо Крістін Максімо Гонсалес  | 6–1, 5–7, 6–4 |
| Перемога  | 2–0 | Вер 2005 | Аргентина F12, Буенос-Айрес | Ф'ючерс | Ґрунт    | Леонардо Маєр | Дієґо Крістін Лукас Арнольд Кер | 7–6(7–4), 6–3 |